# بوروویه
بوروویه (به لهستانی:  Borowie) یک روستا در لهستان است که در گمینا بوروویه واقع شده‌است. بوروویه ۴۰۰ نفر جمعیت دارد.